# Mordejai Spiegler
Mordejai Spiegler (hebreo: מרדכי שפיגלר), también transliterado como Mordechai Spiegler (Sochi, 19 de agosto de 1944), es un exfutbolista y entrenador israelí.
Como jugador, ocupaba la posición de delantero y desarrolló la mayor parte de su carrera profesional en el Maccabi Netanya, con el que ganó dos ligas, una copa israelí y tres títulos individuales al máximo goleador. Fue también uno de los primeros futbolistas israelíes que hizo carrera en el extranjero, con breves estancias en el París Saint-Germain y en el New York Cosmos. Con la selección de fútbol de Israel ganó la Copa Asiática 1964 y participó en el Mundial de 1970. Además fue el máximo goleador histórico del seleccionado hasta ser superado por Eran Zahavi.
Tras su retirada ha sido entrenador en varios clubes de la Primera División de Israel hasta la década de 1990. Su mayor logro fue un campeonato de liga en la temporada 1982-83 con el Maccabi Netanya.
En 2003, la Asociación de Fútbol de Israel le eligió «mejor futbolista israelí» de la segunda mitad del siglo XX.

## Trayectoria

### Como futbolista
Nació en 1944 en la ciudad rusa de Sochi, siendo el mayor de cinco hijos en una familia trabajadora de origen judío. Cuando tenía cinco años toda la familia huyó de la Unión Soviética para emigrar al recién creado Estado de Israel, hasta asentarse definitivamente en Netanya.
Con ocho años ingresó en las categorías inferiores del Maccabi Netanya y fue ascendiendo posiciones hasta debutar con el primer equipo en 1961, poco después de haber cumplido los diecisiete. El jugador se hizo con la titularidad a pesar de que debía compaginarlo con el servicio militar, destacando como un delantero con técnica y acierto de cara a portería. Su debut con la selección de fútbol de Israel llegó en 1963.
A finales de la década de 1960 destacó como el mejor futbolista de Israel: fue máximo goleador nacional durante tres temporadas consecutivas (1966, 1968 y 1969), estuvo en la selección nacional que disputó la Copa Mundial de 1970, y en la temporada 1970/71 llevó al Maccabi a conquistar su primer título de liga. Además, el diario Maariv le otorgó el premio al «futbolista del año de Israel» en cuatro ocasiones.
En 1972 fue contratado por el Paris F. C. de la Primera División francesa. Meses antes había sido descartado por el West Ham United tras unas semanas de prueba. Después de despuntar con el equipo parisino, en 1973 se marchó al nuevo París Saint-Germain de la segunda categoría, sin conseguir el ascenso que se habían marcado como objetivo. A pesar de que en 1974 regresó al Maccabi Netanya, al año siguiente aceptó una oferta del New York Cosmos de la liga estadounidense, liderado en aquella época por Pelé.
Spiegler terminó su carrera en la liga israelí. Entre 1975 y 1978 permaneció en el Maccabi Netanya, con el que volvería a conquistar la liga en la temporada 1977/78, y se retiró en 1979 en las filas del Hapoel Haifa. Tuvo un breve regreso a los terrenos de juego en la campaña 1981/82, como jugador-entrenadr del modesto Beitar Tel Aviv.
En 2003, la Asociación de Fútbol de Israel eligió a Spiegler como el «mejor futbolista israelí» en la segunda mitad del siglo XX.

### Como entrenador
Después de colgar las botas, Spiegler se convirtió en entrenador de fútbol. Sus primeros años resultaron complicados: después de una breve estancia en el Maccabi Haifa, tomó las riendas del Hapoel Haifa en 1979 y al año siguiente se marchó al Beitar Tel Aviv de segunda división, ayudándoles a ascender a la máxima categoría.
En 1982 fue contratado por el Maccabi Netanya, ya consolidado como una leyenda de la entidad. Con una plantilla liderada por el delantero Oded Machnes, el equipo aurinegro se alzó con el campeonato de liga en la temporada 1982-83 con catorce puntos de diferencia. También levantó dos Copas de la Liga (1982 y 1983) y la Supercopa de Israel de 1983.
Tras su salida de Netanya en 1984, Spiegler tuvo tres experiencias fallidas en el Hapoel Tel Aviv (1984), Maccabi Jaffa (1985) y Beitar Jerusalén (1987). Retirado durante algún tiempo de los banquillos, entre 1990 y 1992 volvió a dirigir al Maccabi Netanya, sin conseguir los éxitos de tiempos pasados, y después estuvo en el Tzafririm Holon entre 1994 y 1996. Todas sus últimas experiencias se dieron en Primera División.

## Selección nacional
Spiegler ha sido internacional por la selección de fútbol de Israel en 57 partidos y ha marcado 24 goles, según los registros oficiales de la FIFA. Si a ello le sumamos los partidos amistosos y los clasificatorios para los Juegos Olímpicos, que no están reconocidos por la FIFA pero sí por la Asociación de Fútbol de Israel, la cifra asciende a 83 partidos y 32 tantos. Esto le convierte en el jugador que más goles ha marcado con la selección israelí, sin que la marca haya sido superada hasta la fecha.
Debutó como internacional el 29 de diciembre de 1963 contra Vietnam del Sur, en un partido clasificatorio para los Juegos Olímpicos de 1964. Su primera competición oficial fue la Copa Asiática 1964, en la que marcó dos goles que le bastaron para ser el máximo anotador del campeonato, junto al indio Inder Singh. Fue capitán de Israel en los Juegos Olímpicos de 1968 y formó parte del equipo que disputó la Copa Mundial de 1970, siendo la primera (y hasta la fecha única) participación mundialista de Israel. Marcó el único gol de su país en el torneo, en el empate 1:1 contra Suecia.
Ausente de la selección durante el tiempo que estuvo jugando en el extranjero, su último partido oficial fue el 20 de marzo de 1977 contra Corea del Sur.

## Clubes

### Como futbolista
| Club                | País           | Año       |
| ------------------- | -------------- | --------- |
| Maccabi Netanya     | Israel         | 1961-1971 |
| Paris FC            | Francia        | 1972-1973 |
| Paris Saint-Germain | Francia        | 1973-1974 |
| Maccabi Netanya     | Israel         | 1974-1975 |
| New York Cosmos     | Estados Unidos | 1975      |
| Maccabi Netanya     | Israel         | 1975-1978 |
| Hapoel Haifa        | Israel         | 1978-1979 |
| Beitar Tel Aviv     | Israel         | 1981-1982 |

### Como entrenador
| Club             | País   | Año       |
| ---------------- | ------ | --------- |
| Maccabi Haifa    | Israel | 1979      |
| Hapoel Haifa     | Israel | 1979-1980 |
| Beitar Tel Aviv  | Israel | 1980-1982 |
| Maccabi Netanya  | Israel | 1982-1984 |
| Hapoel Tel Aviv  | Israel | 1984      |
| Maccabi Jaffa    | Israel | 1985      |
| Beitar Jerusalén | Israel | 1987-1988 |
| Maccabi Netanya  | Israel | 1990-1992 |

## Palmarés

### Campeonatos nacionales
| Título           | Club            | País   | Año     |
| ---------------- | --------------- | ------ | ------- |
| Primera División | Maccabi Netanya | Israel | 1970-71 |
| Primera División | Maccabi Netanya | Israel | 1977-78 |
| Copa de Israel   | Maccabi Netanya | Israel | 1977-78 |

### Copas internacionales
| Título        | Equipo              | País   | Año  |
| ------------- | ------------------- | ------ | ---- |
| Copa Asiática | Selección de Israel | Israel | 1964 |

(*) Incluyendo la selección

### Distinciones individuales
| Distinción                   | Año                                |
| ---------------------------- | ---------------------------------- |
| Máximo goleador de Israel    | 1965–66, 1967–68, 1968–69          |
| Futbolista del Año en Israel | 1965–66, 1968–69, 1969–70, 1970–71 |